# Pierre Laconte

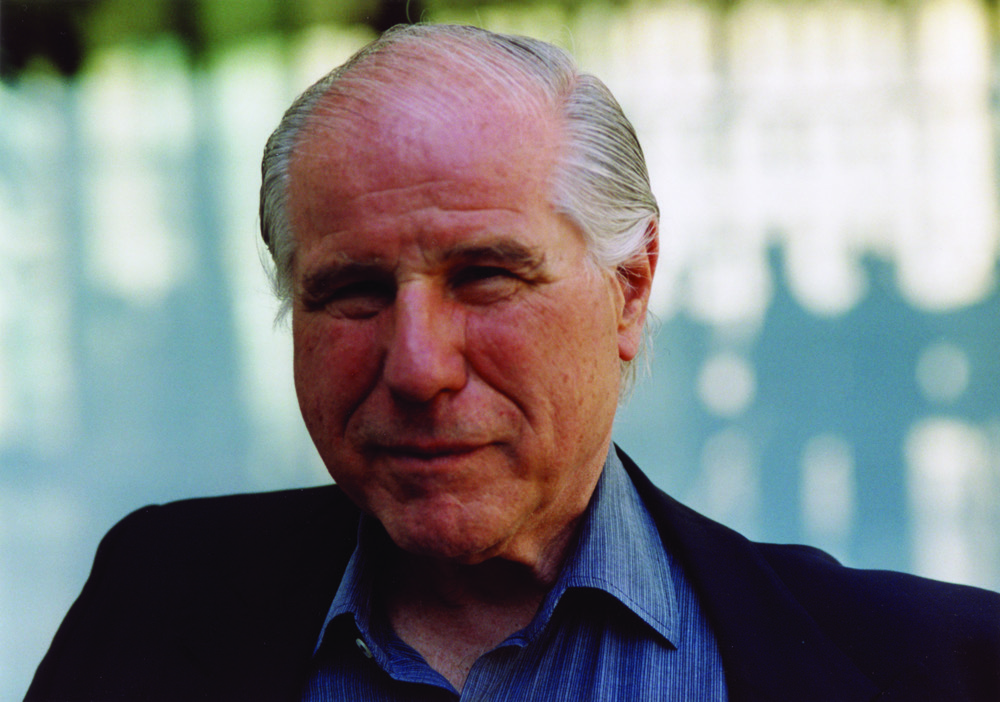
Pierre Laconte

Pierre Laconte (Etterbeek - Brussel, 17 mei 1934) is een Belgisch stedenbouwkundige. Hij is het bekendst voor zijn werk als een van de ontwerpers van Louvain-la-Neuve en zijn inzet voor het leefmilieu in de stad.

## Biografie
Nadat Pierre Laconte tussen 1963 en 1966 adjunct-kabinetschef was van de vice-gouverneur van de toenmalige provincie Brabant, was hij van 1966 tot 1984 directeur bij de Université Catholique de Louvain (UCL), belast met de totstandkoming van de nieuwe universitaire stad Louvain-la-Neuve, ten zuidoosten van Brussel.  Het project bestond uit het plannen en bouwen van de universitaire gebouwen zelf, de verschillende woonwijken, de culturele gebouwen, de winkels, de industriële onderzoekscentra en een nieuwe spoorwegverbinding naar Brussel.
Hij was tevens (samen met Raymond M. Lemaire en Jean-Pierre Blondel) directeur van de Groupe Urbanisme Architecture (UA), opgericht in 1968.  Dit bureau maakte het masterplan van Louvain-la-Neuve en coördineerde de architecturale invulling ervan.  Hun werk voor Louvain-la-Neuve kreeg in 1982 de Sir Abercrombie-prijs van de Union internationale des architectes. Hij was ook directeur van de Groupe d'Etudes Foncières et d'Aménagement van de UCL (GEFA).
In 1984 werd hij secretaris-generaal van de UITP, de internationale beroepsvereniging voor stedelijk en regionaal openbaar vervoer met 2000 leden in meer dan 80 landen. De UITP onderzoekt stedelijke mobiliteitsvraagstukken, volgt de relevante ontwikkelingen in de industrie op en is een denktank rond beleid en promotie van het openbaar vervoer. De UITP heeft 50 vaste medewerkers en heeft haar hoofdzetel in Brussel. Pierre Laconte werd in 1999 benoemd tot ere-secretaris-generaal van de vereniging.
Pierre Laconte is de stichter en voorzitter van de Foundation for the Urban Environment / Stichting voor het Stedelijk Leefmilieu. Deze stichting, opgericht in 1999, verzorgt sinds 2000 een groot aantal activiteiten, lunchdebatten en publicaties over het stedelijk leefmilieu. 
Zo werkte de stichting mee aan de internationale tentoonstelling en conferentie The Other Modern – The Traditional City and its Architecture in the 20th Century – Between past, present and future, georganiseerd naar aanleiding van Bologna 2000 Culturele Hoofdstad van Europa. De tentoonstelling hiervan werd in 2001 ook getoond in Berlijn en Straatsburg. 
Hetzelfde jaar organiseerde de stichting de lezingen Cities on the Move: Towards Sustainable Urban Development (New York) en Pôles de développement ferrés et urbains.  
Boeken van de stichting waaraan Pierre Laconte meewerkte zijn o.a. 
- La gare et la ville. Grands axes et réseau express régional : enjeux et perspectives (Liège, Editions du Perron, 2003);
- L’aéroport, le train et la ville (Liège, Editions du Perron, 2005) * Brussels – Perspectives on a European Capital (Brussel, Editions Aliter, 2007).

## Studies en functies in het onderwijs
- Grieks-Latijnse humaniora aan het Collège Saint Michel te Brussel.
- Doctor in de Rechten (1956), UCL.
- Fulbright Scholar in de V.S. (1955-56).
- Russian Academy of Science scholar.
- Doctor in de Economische Wetenschappen (1978), UCL.
- Doctor honoris causa (1999), Napier University, Edinburgh, UK.
- Parttime Visiting Lecturer, Department of Urban Studies and Planning, Massachusetts Institute of Technology - MIT (1980-1984).
- Gastprofessor aan de Conservatoire National des Arts et Métiers - CNAM, Paris (1999- ).
- In de Cercle Royal Gaulois (1999-2014) en in Universitaire Stichting (vanaf 2015) organiseerde hij regelmatige lunchdebatten over stedelijke thema's.

## Internationale activiteiten op het vlak van stedenbouw, leefmilieu en verkeerskunde
- Lid (2004-11) en Vice-Chairman (2008-11) van het Scientific Committee of the European Environmental Agency,
- Ondervoorzitter van het wetenschappelijk comité van de Agence Européenne pour l’Environnement – EEA, Copenhague (2003- ), dat zich buigt over stedelijke vraagstukken.
- Voorzitter, International Society of City and Regional Planners - ISOCARP (2006-2009).
- Beheerder, Council for European Urbanism – CEU (2004 - ).
- Lid van de Akademie der Künste Berlin - Sektion Baukunst (1995 -).
- UN Habitat Scroll of Honour Award, toegekend in Dalian, China (1999).
- Lid van de Belgische delegatie bij de VN-klimaatconferentie in Kyoto (1997).
- Moderator op het seminarie van de Wereldbank over de wetgeving rond vastgoedeigendom en grondgebruik in Marokko en Tunesië (1986) - Verslagen gepubliceerd door de Wereldbank.
- Raadgever van de Belgische delegatie bij de VN-conferentie HABITAT I, Vancouver (1976). Coördinator van het nationaal verslag, in het bijzonder gewijd aan de stedenbouwkundige ervaringen in Brugge en Louvain-la-Neuve.
- Lid van de Belgische delegatie aanwezig bij HABITAT II, Istanbul (1996). Co-organisator samen met de Wereldbank van de sessie Dialogue21 Transport in the City of Tomorrow. Lid van de Belgische delegatie bij Urban 21, Berlijn (2000) en bij Habitat II +5, New York (2001).
- Beheerder bij Europa Nostra. EN, voorgezeten door Prins Hendrik van Denemarken (uitvoerend voorzitter: Otto von der Gablentz), gewijd aan het bewaren van het Europees patrimonium.
- Spreker EN Young Professionals Forum (Piran 2001, Dubrovnik 02, Split 03, Krakau 05). Voorzitter van de Industrial and Engineering Heritage Task Force.
- Stichter-beheerder en penningmeester van Intelligent Transport Systems Europe – ERTICO (1991-99).
- Fellow of the Chartered Institute of Transport (FCIT), UK.
- Fellow of the Institute of Logistics and Transport (FILT).
- Board Member, Transport Research Institute, Napier University.
- Council Member, Association for European Transport (UK).
- Lid van het Wetenschappelijk Comité,  World Conference on Transport Research : Lyon (1995), Antwerpen (1998), Seoul (2001) et Istanbul (2004).
- Gastspreker op het Advanced Transport Forum, ministriële conferentie over verkeer en het milieu, Tokyo (2002).
- Begeleider van de Ronde Tafel nr 87 van de European Conference of Ministers of Transport (nu International Transport Forum), Parijs (verslag gepubliceerd door de ITF).
- Wetenschappelijk raadgever van de internationale tentoonstelling Dynamic City, in het kader van Brussel Culturele Hoofdstad van Europa 2000. Bijdrage aan de catalogus (Skira/Seuil).
- Editorial Board member, Transportation Policy en Progress in Planning (Elsevier).
- Lid (2004-11) en vicevoorzitter (2008-11) van het Scientific Committee of the European Environmental Agency (www.eea.europa.eu).
- Raadslid van Europa Nostra en voorzitter van Europa Nostra’s Industrial and Engineering Heritage Committee.
- Lid van de Lee Kwan Yew World City Prize Council voor 2010 en voor 2012 www.leekuanyewworldcityprize.com.sg & M.,
- Lid van de adviesraad van Singapore World Cities Summit 2012 en lid van de Evaluatiegroep voor de 'European Green Capital Award' 2012 en 2013.

en Member of the Lee Kwan Yew World City Prize Council for 2010 and for 2012.

## Varia
- Medestichter en bestuurder van de vereniging "Quartier des Arts / Kunstwijk", die de museumwijk op de Brusselse Kunstberg promoot en ondersteunt.
- Beheerder van de vzw "Onroerend Erfgoed van België", die helpt bij de financiering van de restauratie van geklasseerde gebouwen.
- Ondervoorzitter, Urban Land Institute Belgium.
- Lid van de strategische commissie van het Fonds Europese Wijk, beheerd door de Koning Boudewijnstichting.
- Beheerder van de Cercle Royal Gaulois Artistique et Littéraire, Brussel.
- Commandeur in de Orde van Leopold II.

## Publicaties
- Mutations urbaines et marchés immobiliers : le développement des immeubles de bureaux à Bruxelles (Brussel: Oyez, 1978), prijs Recht-Economie 1974-1978 van het  Gemeentekrediet.
- (Ed.) Well-being in Cities (Oxford: Pergamon Press 1976, 2 volumes).
- (Ed.) Changing Cities: Challenge to Planning (Philadelphia: The Academy of Political Science, 1980).
- (Ed) Human and Energy Factors in Urban Planning: A Systems Approach (Den Haag: Martinus Nijhoff, 1982).
- (Ed.) Water Resources and Land-use Planning: A Systems Approach (Den Haag: Martinus Nijhoff, 1982).
- (Ed.) Brussels: Perspectives on a European Capital (Brussel: Editions Aliter, 2007), prijs Gerald L. Young van de Society of Human Ecology, Washington, 2008.
- (Ed.) Bruxelles, la Belgique et l’Europe : un urbanisme cosmopolite (Lyon, Editions du Certu, 2007).
- (Dir.) La recherche de la qualité environnementale et urbaine. La cas de Louvain-la-Neuve (Belgique) (Lyon, Editions du Certu, 2009)